# Lazar Trunić
Lazar Trunić (in serbo Лазар Трунић?; Narni, 4 ottobre 2000) è un cestista serbo di formazione italiana, di ruolo guardia.